# Kamtenga
Kamtenga est une localité située dans le département de Tikaré de la province du Bam dans la région Centre-Nord au Burkina Faso. 

## Géographie
Kamtenga est située à 11 km au nord-ouest du centre de Tikaré, le chef-lieu du département, à 1 km au nord-ouest de Manegtaba-Mossi et à environ 30 kilomètres à l'ouest de Kongoussi. Le village est situé à un kilomèter au sud de la route nationale 15.

## Éducation et santé
Le centre de soins le plus proche de Kamtenga est le centre de santé et de promotion sociale (CSPS) de Manegtaba-Mossi tandis que le centre médical avec antenne chirurgicale (CMA) de la province se trouve à Kongoussi.